# 埃尔巴雷罗
埃尔巴雷罗是巴拿马埃雷拉省佩塞区的一个城市，2010年是人口为1,841。 该市2000年时人口为1,535，1990年时人口为1,774。